# Ōinomikado Fuyutada
Ōinomikado Fuyutada (大炊御門冬忠, [[[1218]] -1268] Erro: {{japonês}}: texto da transliteração contém caractere não latino (pos 18) (ajuda), também conhecido como Ōimikado Fuyutada ou Fujiwara no Fuyutada) foi um nobre do período Kamakura da história do Japão.

## Vida
Fuyutada foi o filho mais velho de Morotsune. E foi o 6º líder do ramo Ōinomikado dos Fujiwara.

## Carreira
Fuyutada serviu durante os reinados dos Imperadores: Go-Horikawa (1231 a 1232); Shijo (1232 a 1242);Go-Saga (1242 a 1246); Go-Fukakusa (1246 a 1260); Kameyama (1260 a 1268).
Em 1231 ingressou na Corte no governo do Imperador Go-Horikawa, sendo designado para o Kurōdodokoro, logo foi transferido para ser governador da Província de Suo e e logo após para o Konoefu (Guarda do Palácio).
Em 1238 no governo do Imperador Shijo Fuyutada foi promovido a Chūnagon e logo após passa a ter direitos de Dainagon. Mas somente com a ascensão do Imperador Kameyama que Fuyutada é oficializado Dainagon em 1261 e passa a comandar o Konoefu.
No governo do Imperador Kameyama Fuyutada é nomeado em 1265 Naidaijin cargo que ocupa até 1267. Em 1268 tornou-se monge budista passando a se chamar Kōryūji.
Fuyutada veio a falecer em 1268 aos 50 anos de idade. Seu filho Nobutsugu foi seu herdeiro.
 
| Precedido por Ōinomikado Ietsugu   | -- 6º Líder dos Ōinomikado Fujiwara (1260 -1271) | Sucedido por Ōinomikado Nobutsugu |
| Precedido por Takatsukasa Mototada | 79º Naidaijin (1265 - 1267)                      | Sucedido por Ichijō Ietsune       |